# Хён Джон Хва
Хён Джон Хва (кор. 현정화?, 玄静和?; род. 6 октября 1969, Пусан) — южнокорейская спортсменка, игрок в настольный теннис, чемпионка мира, Азии, Олимпийских и Азиатских игр.

## Биография
Родилась в 1969 году. В 1986 году стала чемпионкой Азиатских игр и завоевала серебряную медаль чемпионата Азии. В 1987 году выиграла чемпионат мира. В 1988 году стала чемпионкой Олимпийских игр в Сеуле. В 1989 году вновь выиграла чемпионат мира. В 1990 году опять стала чемпионкой Азиатских игр.
В 1991 году КНДР и Республика Корея выставили для участия в чемпионате мира единую объединённую команду, которая произвела сенсацию, выиграв чемпионат; эти события были отражены в художественном фильме «Как один», где роль Хён Джон Хва сыграла Ха Джи Вон.
В 1992 году стала бронзовой призёркой Олимпийских игр в Барселоне. В 1993 году вновь стала чемпионкой мира.